# ألكسندر أفاناسيف (لاعب كرة قدم)
ألكسندر أفاناسيف (14 يوليو 1985 في روسيا - ) هو لاعب كرة قدم روسي في مركز حراسة المرمى. لعب مع نادي روستوف أون دون ودينامو ستافروبول وFC Chernomorets Novorossiysk ‏ وFC Dynamo GTS Stavropol ‏ ونادي تاغانروغ ‏ وFC Vityaz Krymsk ‏ وFC Slavyansky Slavyansk-na-Kubani ‏ وFC Spartak-UGP Anapa ‏ وFC Stavropol ‏.